# عزیز (فیلم ۱۴۰۲)
عزیز فیلم درام عاشقانه ایرانی به کارگردانی مجید توکلی و تهیه‌کنندگی سیدعلی احمدی محصول ۱۴۰۲ است که از ۲۸ آذر ۱۴۰۳ در سینماهای ایران اکران شده است.

## بازیگران
- آزاده صمدی در نقش مرضیه
- روزبه حصاری در نقش انوش
- فاطمه محمدی در نقش عزیز
- رضا عباسی
- شیرین محسنی
- عقیق بلوری
- بهمن صادق حسنی